# Malvern, Alabama
Malvern är en kommun (town) i Geneva County i Alabama. Vid 2010 års folkräkning hade Malvern 1 448 invånare.